# Tourism
Pour les articles homonymes, voir Look Sharp!.
Albums de Roxette
Joyride
(1991) Crash! Boom! Bang!
(1994)
Singles
1. How Do You Do!
2. Queen of Rain
3. Fingertips '93

Tourism est le quatrième album studio du duo suédois Roxette. 
L'album est une compilation contenant des chansons live et du matériel ancien ainsi que de nouvelles chansons. L'album a également été enregistré dans différents studios, hôtels et autres lieux. Il est sorti le 28 août 1992 chez EMI. Tourism a atteint la première place en Allemagne et en Suisse, le premier single How Do You Do! a atteint la deuxième place dans chacun des pays germanophones.
L'album a eu peu de succès dans les hit-parades américains - il n'a atteint que la 117e place du Billboard 200, bien qu'il ait réussi à vendre environ 273 000 exemplaires. Ailleurs, il a connu un succès beaucoup plus important, notamment en Europe, où il a été pendant quatre semaines l'album le plus vendu en septembre 1999. Il s'est vendu à 1 344 423 exemplaires sur toute la planète. 

## Liste des chansons
| No  | Titre                         | Auteur     | Durée |
| --- | ----------------------------- | ---------- | ----- |
| 1.  | How Do You Do!                | Per Gessle | 3:10  |
| 2.  | Fingertips                    | Per Gessle | 3:34  |
| 3.  | The Look                      | Per Gessle | 5:33  |
| 4.  | The Heart Shaped Sea          | Per Gessle | 4:32  |
| 5.  | The Rain                      | Per Gessle | 4:49  |
| 6.  | Keep Me Waiting               | Per Gessle | 3:15  |
| 7.  | It Must Have Been Love        | Per Gessle | 7:05  |
| 8.  | Cinnamon Street               | Per Gessle | 5:01  |
| 9.  | Never is a Long Time          | Per Gessle | 3:46  |
| 10. | Silver Blue                   | Per Gessle | 4:07  |
| 11. | Here Comes the Weekend        | Per Gessle | 4:07  |
| 12. | So Far Away                   | Per Gessle | 4:03  |
| 13. | Come Back                     | Per Gessle | 4:28  |
| 14. | Things Will Never Be the Same | Per Gessle | 3:12  |
| 15. | Joyride                       | Per Gessle | 4:48  |
| 16. | Queen of Rain                 | Per Gessle | 4:51  |

## Crédits
- Voix - Per Gessle et Marie Fredriksson
- Paroles - Par Gessle dans chaque chanson sauf : So Far Away : Per Gessle et Hasse Huss
- Musique - Per Gessle, sauf Queen of Rain - Per Gessle et Mats M.P. Persson
- Produit et arrangé par Clarence Öfwerman.
- Toutes les chansons sont publiées par Jimmy Fun Music.

## Certifications
- Allemagne : 1 (36 semaines)
- Autriche : 2 (16 semaines)
- Suisse : 1 (24 semaines)
- Royaume-Uni : 2 (17 semaines)
- États-Unis : 117 (8 semaines)
- Suède : 1 (10 semaines)